# Аккомпанирующая группа
Аккомпани́рующая гру́ппа (брит. англ. backing band, амер. англ. backup band, дословно — «группа [музыкальной] поддержки») — музыкальный коллектив, который аккомпанирует музыкальному исполнителю во время концертного выступления или на записи в студии. В этом качестве может выступать как уже давно существующая и даже известная группа с постоянным составом, так и одноразовый коллектив, собранный для только одного концерта или одной студийной сессии.
Аккомпанирующие группы обычно не попадают в поле зрения средств массовой информации и никому не известны. Однако некоторые из них достигали легендарного статуса и/или общепризнанно сыграли огромную роль в истории музыки. Некоторые потом переходили на следующий уровень и становились знаменитыми уже сами по себе.
Аккомпанирующая группа иногда играет огромную роль в карьере артиста. Среди аккомпанирующих групп, сыгравших абсолютно незаменимую роль в карьере исполнителей, с которым они работали: Crazy Horse, The E Street Band, The Wailers, The Attractions, The Experience, Booker T. & The M.G.’s, The Revolution, The Heartbreakers, The Band, The Spiders from Mars.

## Аккомпанирующие группы
Это выборочный список известных аккомпанирующих групп. В скобках исполнитель (певец), которому группа аккомпанировала и по сотрудничеству с которым наиболее известна.
- Crazy Horse (Нил Янг)[2][4][3]
- The E Street Band (Брюс Спрингстин)[2][3]
- The Wailers (Боб Марли)[2][3]
- The Attractions (Элвис Костелло)[2]
- The Experience (Джимми Хендрикс)[2]
- Booker T. & The M.G.’s (много разных)[2][3]
- The Revolution (Принс)[2]
- The Heartbreakers (Том Петти)[2][3]
- The Band (Боб Дилан)[2][4]
- The Spiders from Mars (Дэвид Боуи)[2][3]
- Double Trouble (Стиви Рей Вон)[3]
- The Funk Brothers[англ.] (много разных)[3]
- The Blue Caps (Джин Винсент)[3]
- The Roots (много разных, в особенности во время работы постоянной аккомпанирующей группой на шоу «The Tonight Show Starring Jimmy Fallon» на NBC)[3]
- Sunny Day Real Estate (Foo Fighters)[3]